# Silene palinotricha
Silene palinotricha är en nejlikväxtart som beskrevs av Edward Fenzl och Boiss. Silene palinotricha ingår i släktet glimmar, och familjen nejlikväxter. Inga underarter finns listade i Catalogue of Life.